# Шоптыколь (Западно-Казахстанская область)
Шоптыколь (каз. Шөптікөл) — село в Каратобинском районе Западно-Казахстанской области Казахстана. Административный центр Шоптыкольского сельского округа. Код КАТО — 275053100.

## Население
В 1999 году население села составляло 1274 человека (640 мужчин и 634 женщины). По данным переписи 2009 года, в селе проживали 1083 человека (538 мужчин и 545 женщин).